# Clason
Clason stammar från en vallonsläkt Farke, Farque där de tidigaste medlemmarna varit masmästare vid Forsmarks järnbruk i Uppland. Masmästaren Michel Farke nämnes som anfader. Sonsonen Johan Clason (1667–1747), slog sig ned i Stockholm och grundade ett rikt och betydande köpmanshus. Han bedrev en omfattande rederiverksamhet och var intressent i det Levantiska kompaniet. Mot slutet av livet utvidgade han rörelsen till att även omfatta det stora Graninge bruk och blev därigenom även brukspatron. Hans efterkommande övergick från patronymikon och använde namnet Clason som familjenamn.
Släkten blev snart en av skeppsbroadelns främsta släkter, och ingift i flera av de övriga släkterna.
En av Johan Clasons söner, Jacob Clason övertog bruksrörelsen i Graninge, och blev därigenom stamfar för den norrländska grenen av släkten. Hans söner Jacob Christian och Isaac Ephraim övertog 1803 Husums sågverk och anlade senare Gideå bruk i norra Ångermanland. En annan son, politikern och handelsmannen Isaac Clason, vars son Isaac Gustaf inköpte Furudals bruk i Dalarna, blev stamfar en annan inflytelserik gren av släkten.